# Cải cách tôn giáo
Cải cách tôn giáo (chữ Đức: Reformation, chữ La-tinh: Reformatio), hoặc gọi Cải chính Giáo hội, Tin Lành Cải chính, là phong trào cải cách và phân liệt tôn giáo của Công giáo La Mã từ thế kỉ XVI đến thế kỉ XVII, cũng là sự mở đầu hình thành Tin Lành, chủ yếu do các nhà thần học và lãnh tụ chính trị như Martin Luther, John Calvin, Huldrych Zwingli và Henry VIII phát động và khởi xướng. Với ý định ban đầu là nhằm cải cách Giáo hội Công giáo Rôma, phong trào thường được coi là bắt đầu với 95 luận đề của Martin Luther và kết thúc với Hòa ước Westphalia năm 1648. Khi ấy, nhiều người ở châu Âu bất bình về những điều họ cho là các giáo lý giả mạo và những lạm dụng phổ biến trong giáo hội, nhất là việc mua bán phép ân xá (indulgence). Một hiện tượng khác gây bất mãn không kém là việc buôn bán chức thánh, cũng như tình trạng thối nát trong giáo triều Công giáo Roma (Vatican). Đối với nhiều người, sự băng hoại này là cố tật của cả hệ thống, ngay cả ở vị trí các Giáo hoàng.
Ngày 31 tháng 10 năm 1517, tại Sachsen (thuộc nước Đức ngày nay), Martin Luther treo 95 Luận đề trên cửa Nhà thờ Lâu đài Wittenberg (đây là chỗ được dùng để treo các thông báo của viện đại học) kêu gọi mở các cuộc tranh luận về các vấn đề của giáo hội. 95 luận đề của Luther trình bày các luận điểm phê phán giáo hội và Giáo hoàng, tập chú vào việc bán phép ân xá, và quan điểm của giáo hội về Luyện ngục. Trước Luther đã có những người lên tiếng đòi cải cách như Pierre Vaudès, John Wycliffe và Jan Hus. Nhiều nhân vật khác tiếp bước phong trào cải cách tuy quan điểm có khác biệt nhất định với Luther, như Huldrych Zwingli, Jean Calvin và Jacobus Arminius. Nhìn chung, những giáo lý của giáo hội mà những người chủ trương cải cách muốn thay đổi là luyện ngục, sự sùng kính Maria, việc các thánh cầu bầu và được tôn kính, hầu hết các bí tích, luật độc thân giáo sĩ, và thẩm quyền của Giáo hoàng.
Giáo hội Công giáo thời đó đã phản ứng bằng cách tiến hành chiến dịch chấn hưng Công giáo và phản đối Kháng Cách, do Công đồng Trent khởi xướng và được Dòng Tên thực thi triệt để. Nhìn chung, Bắc Âu, ngoại trừ Ireland và một vài nơi thuộc Anh Quốc, tiếp nhận đức tin Kháng Cách, Nam Âu duy trì truyền thống Công giáo Rôma, trong khi tranh chấp quyết liệt dẫn đến những cuộc chiến diễn ra ở Trung Âu.
Trong số các giáo phái phát sinh từ cuộc Cải cách Kháng nghị, quan trọng nhất là các Giáo hội Lutheran (phần lớn ở Đức, vùng Nordic và Baltic), các Giáo hội Cải cách (hay Calvinist, hầu hết ở Pháp, Thụy Sĩ, Hà Lan, Hungary, và Scotland), và Anh giáo. Bên cạnh đó cũng tồn tại các phong trào như Anabaptist được gọi chung là Cải cách Triệt để.

## Khởi nguyên

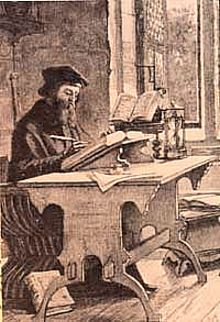
John Wycliffe

Tình trạng bất ổn, vốn âm ỉ bên trong giáo hội và đế quốc, được đẩy lên đỉnh điểm khi xảy ra việc dời ngai Giáo hoàng về Avignon, Pháp (1308-1378), và sự tranh chấp thẩm quyền giữa hai triều Giáo hoàng tồn tại song song (1378-1416) gây ra các cuộc chiến giữa các vương hầu, những cuộc nổi dậy của nông dân, và sự quan ngại ngày càng lan rộng về tình trạng thối nát của hệ thống tu viện. Chủ nghĩa dân tộc mới xuất hiện bắt đầu thách thức tính đồng nhất của thế giới đại đồng của thời kỳ trung cổ lúc bấy giờ.
Một trong những luận điểm cấp tiến và gay gắt nhất đến từ John Wycliffe thuộc Đại học Oxford, sau đó là từ Jan Hus thuộc Đại học Karl ở Praha. Giáo hội Công giáo Rô-ma kết thúc cuộc tranh luận tại Công đồng Constance (1414-1418) với án lệnh xử tử Jan Hus trên giàn hoả thiêu (dù Hus được lời hứa bảo đảm an toàn tính mạng khi đến đối chất tại công đồng), và thiêu di hài của Wycliffe như một án phạt dành cho kẻ dị giáo.
Bất kể những nỗ lực nhằm xác định rõ ràng và củng cố các khái niệm truyền thống thời trung cổ về giáo hội và đế quốc, Công đồng Constance đã không nhận diện được tình trạng căng thẳng giữa các dân tộc, cùng những bất đồng về thần học đã được khơi dậy trong thế kỷ trước. Công đồng cũng không ngăn chặn được cuộc ly giáo và các cuộc chiến tại Bohemia (Chiến tranh Hussite) khi người dân xứ này nổi dậy phản kháng việc xử tử Jan Hus.

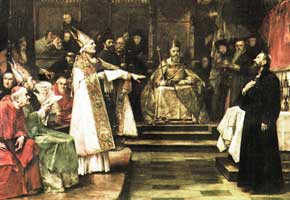
Jan Hus tại Công đồng Constance, tranh của Václav Brožík (1883).

Những biến động lịch sử thường sản sinh nhiều tư duy mới về lề lối cần có để tái tổ chức xã hội, và đây là trường hợp dẫn đến cuộc Cải cách Tin Lành. Nối tiếp sự sụp đổ của các định chế tu viện và học thuyết kinh viện tại Âu châu vào cuối thời kỳ trung cổ, với đỉnh điểm là thời kỳ Triều Giáo hoàng tại Avignon, sự tranh chấp thẩm quyền giữa hai triều Giáo hoàng, và sự thất bại của các nỗ lực cải cách dựa vào công đồng.
Thế kỷ 16 chứng kiến sự sôi sục của cuộc tranh luận lớn về cải cách tôn giáo và, sau này, về những giá trị tôn giáo căn bản. Đại thể, các sử gia cho rằng rào cản của những nỗ lực cải cách trước đó (quá nhiều quyền lợi khác biệt, thiếu sự phối hợp để có thể hình thành một liên minh cải cách) sẽ dẫn đến các biến động nghiêm trọng hơn, hoặc ngay cả một cuộc cách mạng, vì hệ thống hiện hữu hoặc phải tự điều chỉnh hoặc sẽ bị tan rã, và sự thất bại của phong trào cải cách dựa vào công đồng giáo hội (conciliar movement) đã dọn đường cho cuộc Cải cách Tin Lành tại Tây Âu. Những phong trào cải cách thiếu định hướng - từ chủ nghĩa hình thức, phong trào sùng kính đến Chủ nghĩa Nhân bản - nối kết với sức mạnh kinh tế, chính trị và thành phần xã hội góp phần làm gia tăng mối bất bình trong dân chúng đối với sự giàu có và thế lực của giai cấp tăng lữ đặc quyền, khuấy động sự bất mãn đối với tình trạng thối nát về đạo đức và tài chính của một giáo hội đang chìm đắm trong tinh thần thế tục.
Chủ nghĩa nhân bản Thời kỳ Phục hưng đem đến khí thế sục sôi chưa từng có trong giới khoa bảng, cùng lúc với mối quan tâm dành cho tinh thần tự do trong học thuật. Diễn biến không ngơi nghỉ trong các đại học là những cuộc tranh luận sôi nổi xoay quanh các chủ đề như bản chất của giáo hội, nguồn và phạm vi của thẩm quyền dành cho Giáo hoàng, các công đồng và các vương hầu.

## Cuộc Cải cách

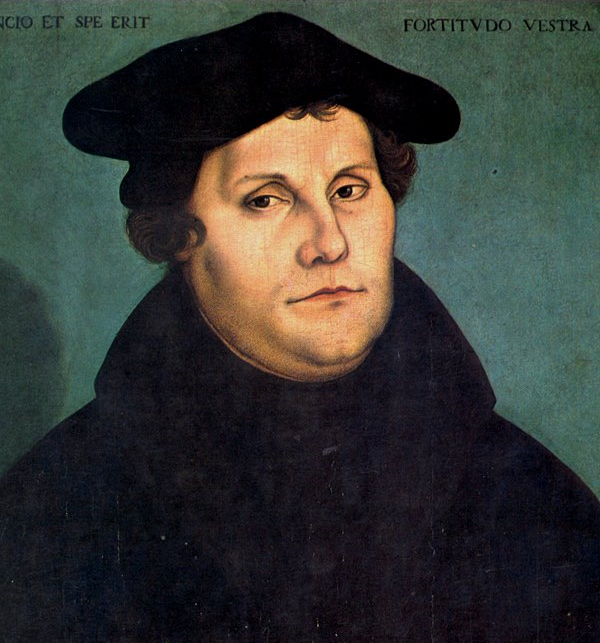
Martin Luther

Tín hữu Kháng Cách thường truy nguyên sự phân ly của họ với Giáo hội Công giáo Rôma đến thế kỷ 16, với phong trào thường được gọi là cuộc Cải cách Hiệp quyền hay Cải cách Pháp chế (Magisterial Reformation), vì phong trào này nhận được sự ủng hộ từ giới quan quyền (để phân biệt với cuộc Cải cách Triệt để, không được giới cầm quyền hỗ trợ hay ủng hộ). Phong trào phản kháng bùng nổ đột ngột tại nhiều nơi, nhưng tìm thấy sức mạnh của mình tại Đức, suốt thời gian Âu châu đang bị đe dọa bởi cuộc xâm lăng Hồi giáo, mối hiểm họa này khiến các vương hầu Đức xao lãng các vấn đề nội chính. Tóm lại, đến một mức độ nào đó, phong trào phản kháng có nguồn gốc sâu xa từ những biến cố xảy ra trong suốt hai thế kỷ trước đó tại Tây Âu.
Tinh thần phản kháng trở nên nghiêm trọng khi Martin Luther, tu sĩ Dòng Augustine và giáo sư Đại học Wittenberg, vào năm 1517 kêu gọi mở lại cuộc tranh luận về việc bán Phép ân xá (indulgence). Truyền thống cho rằng Luther đã treo 95 luận đề trên cửa của nhà thờ lâu đài Wittenberg, nơi dành để treo các thông báo của viện đại học. Động thái này khơi mở sự bùng nổ đột ngột và dữ dội một sức mạnh mới không thể kìm chế nổi, bắt nguồn từ nỗi bất bình âm ỉ từ lâu trong sự đè nén. Sự bất mãn mau chóng lan rộng khắp nơi, một phần là nhờ kỹ thuật in ấn, xuất bản những ấn phẩm nhằm phổ biến các tư tưởng mới và các văn kiện như 95 luận đề.

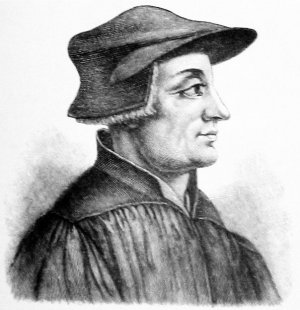
Huldrych Zwingli

Xảy ra cùng lúc với các biến động tại Đức là một phong trào tại Thụy Sĩ dưới sự lãnh đạo của Huldrych Zwingli. Hai phong trào này mau chóng đồng ý với nhau về hầu hết các vấn đề về thần học cũng như phương pháp thí dụ như sử dụng ấn phẩm để truyền bá tư tưởng cải cách. Tuy vậy, một số bất đồng không quan trọng lại khiến họ tiếp tục duy trì tình trạng hai thực thể phân cách. Một số người ủng hộ Zwingli cho rằng cuộc cải cách tại Đức là còn quá bảo thủ, và họ ngày càng hướng về các quan điểm quá khích như Anabaptist (một vài giáo phái có nguồn gốc từ phong trào này vẫn tồn tại cho đến ngày nay). Một số phong trào phát triển theo hệ tư tưởng của thuyết thần bí hay thuyết nhân bản, đôi khi họ tách rời khỏi Công giáo hay khỏi cộng đồng Kháng Cách, hoặc thành lập các phong trào bên ngoài các giáo hội.

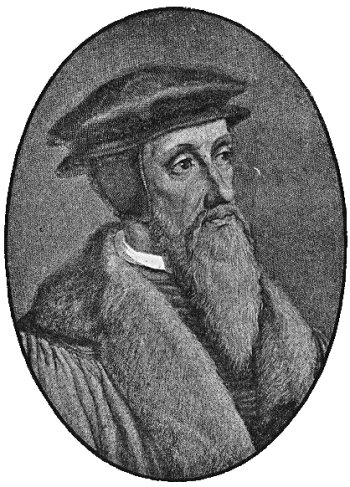
John Calvin

Kế tiếp giai đoạn đầu của cuộc Cải cách, sau sự kiện Luther bị khai trừ khỏi giáo hội và Giáo hoàng lên án cuộc cải cách, các tác phẩm của John Calvin gây nhiều ảnh hưởng trong tiến trình kiến tạo một sự đồng thuận tương đối trong vòng các nhóm khác nhau tại Thụy Sĩ, Scotland, Hungary, Đức và các nơi khác. Sự kiện Giáo hội Anh Quốc tách rời khỏi giáo hội Công giáo Rôma dưới triều Henry VIII, bắt đầu từ năm 1529 và hoàn tất vào năm 1536, đem nước Anh đồng hành với cuộc cải cách; tuy nhiên, những thay đổi tại Anh được tiến hành một cách dè dặt hơn các nơi khác ở châu Âu, suốt nhiều thế kỷ họ chọn lựa con đường trung trung giữa truyền thống và tân giáo, nhằm kiên định tinh thần thoả hiệp bền vững bên trong giáo hội.

## Từ chủ nghĩa nhân văn đến tư tưởng Cải cách

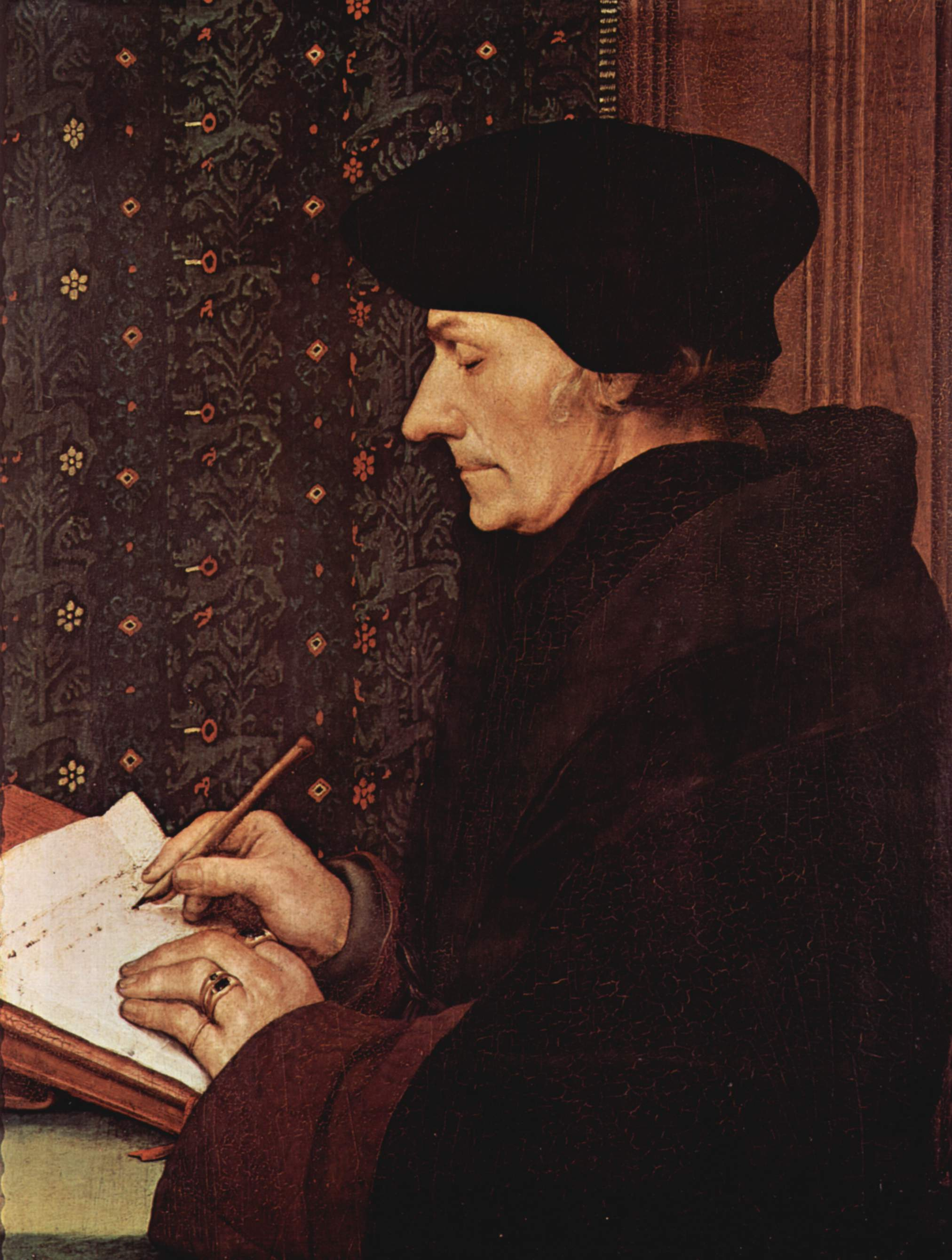
Erasmus

Những nỗ lực cải cách thiếu định hướng của những người theo thuyết nhân văn (nhân bản), chịu ảnh hưởng bởi Thời kỳ Phục hưng (Renaissance), chỉ làm những người có khuynh hướng cải cách càng thêm mất kiên nhẫn. Eramus và những nhân vật hậu bối như Luther và Zwingli đều xuất hiện từ cuộc tranh luận này, dần dần trở nên các nhân tố đóng góp vào cuộc ly giáo thứ hai của thế giới Cơ Đốc giáo. Không may cho giáo hội, cuộc khủng hoảng thần học khởi phát với William xứ Ockham vào thế kỷ 14 được nối kết với sự bất mãn của giới thị dân. Kể từ lúc các nền tảng triết học của chủ nghĩa kinh viện sụp đổ, thuyết duy danh (nominalism) mới xuất hiện là điềm báo bất tường cho giáo hội cho đến lúc ấy vẫn được xem là định chế hợp pháp đóng vai trò trung gian giữa Thiên Chúa và con người. Hệ tư tưởng mới, ủng hộ khái niệm cho rằng không có học thuyết tôn giáo nào có thể được chống đỡ bởi các cuộc tranh luận triết học, đã bào mòn sự liên kết lâu đời giữa lý trí và đức tin được giảng dạy vào thời trung cổ bởi Thomas Aquinas.

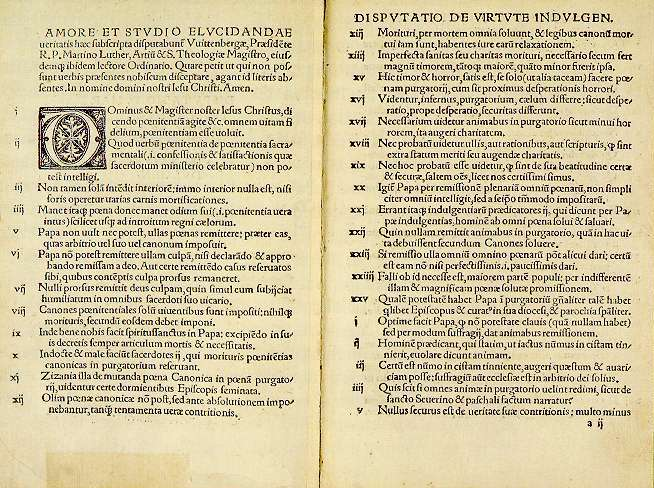
Chín mươi lăm Luận đề của Martin Luther

Các phong trào cải cách như chủ nghĩa nhân bản và thuyết sùng kính đề kháng triết học kinh viện thời trung cổ cùng các thể chế hỗ trợ nó. Tại Đức, thuyết sùng kính được ưa chuộng tại các đại học, cho rằng cần có một định nghĩa mới về Thiên Chúa, ngài không còn được nhìn xem là một nguyên tắc tể trị thuần lý, nhưng là một ý chí toàn trị với quyền năng vô hạn. Thiên Chúa nay được xem là đấng tể trị tuyệt đối, vượt quá sự hiểu biết của con người, và tôn giáo nên thiên về nhiệt tâm và tình cảm. Điều này dẫn đến sự phục hưng nền thần học Augustine, dạy rằng con người không thể được cứu rỗi bởi những nỗ lực của chính mình, nhưng bởi ân điển của Thiên Chúa, đã bào mòn tính hợp pháp của các thể chế nghiêm nhặt của giáo hội, theo đó giáo hội cung cấp một kênh dẫn giúp con người làm điều lành để được lên thiên đàng. Dù vậy, thuyết nhân bản khởi thủy là một phong trào cải cách giáo dục bắt rễ từ những nỗ lực vào thời phục hưng nhằm phục hồi tư tưởng và nền giáo dục kinh điển. Là cuộc cách mạng chống lại luận lý học Aristotle, thuyết nhân bản đặt trọng tâm vào việc thay đổi từng cá nhân thông qua phương pháp thuyết phục như là một sự đối nghịch với tính thuần lý.
Sự phân cực xảy ra trong cộng đồng học thuật tại Đức khi giới tăng lữ tấn công Johann Reuchlin (1455–1522) vì ông nghiên cứu về những văn bản tiếng Do Thái Kinh Thánh và tiếng Do Thái, khiến Luther trở nên đồng cảm với những cải cách giáo dục của những người theo thuyết nhân văn với chủ trương ủng hộ quyền tự do học thuật. Dưới sự lãnh đạo của Erasmus, những người theo thuyết nhân bản lên án các hình thức khác nhau của sự thối nát bên trong giáo hội. Erasmus cho rằng tôn giáo thật là sự sùng tín nội tâm hơn là các biểu hiện bên ngoài thông qua nghi thức và thánh lễ (bí tích). Ông viết, "Tôi nhận thấy người dân thường trong thế giới Cơ Đốc giáo đã trở nên bại hoại, không chỉ trong cách sống mà còn trong ý tưởng. Tôi cũng thấy phần lớn những người tự nhận là cha xứ và giáo sư đang lạm dụng danh Chúa để làm lợi cho mình...rao giảng những gì họ gọi là điều răn của Chúa nhưng thật ra chỉ là phát kiến của con người...phép ân xá, đóng góp tiền bạc thay vì thật lòng ăn năn, và những điều tương tự..." Chú trọng vào nỗ lực cải thiện đạo đức và giảm nhẹ các nghi thức, Erasmus đã đặt nền tảng cho cuộc cải cách của Luther.

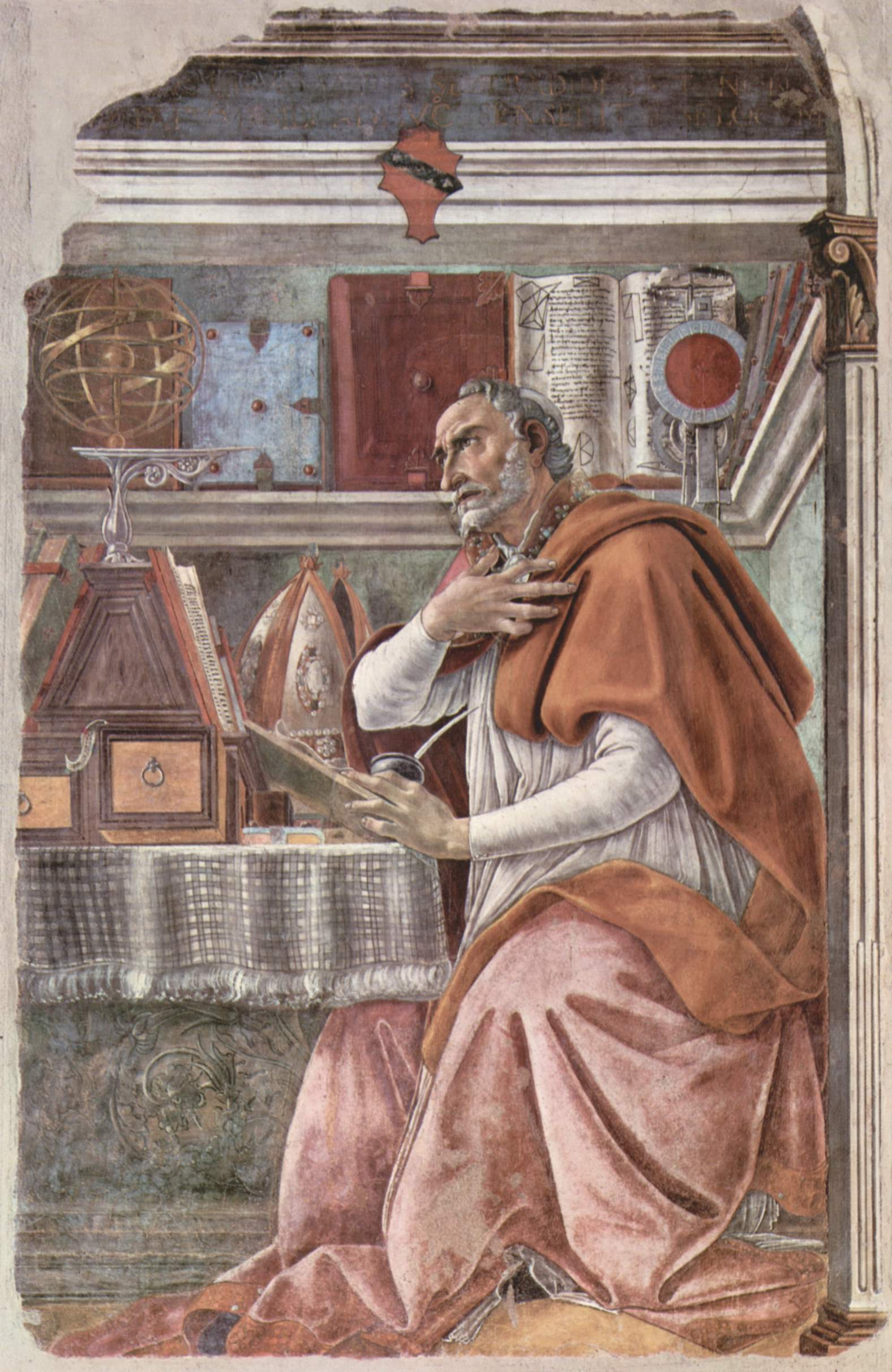
Augustine, tranh của Sandro Botticelli, năm 1480

Chủ trương chống định chế tăng lữ của thuyết nhân bản cũng ảnh hưởng sâu đậm trên Luther. Giới trung lưu ngày càng học thức cao tại miền bắc nước Đức, được gọi là cộng đồng trí thức, cùng giới thị dân quay sang hệ tư tưởng mới của Luther để khái niệm hóa nỗi bất bình của họ theo cung cách của nền văn hóa thời ấy. Sự trỗi dậy của giới thị dân cùng với nguyện vọng của họ muốn điều hành công việc của mình mà không bị hạn chế bởi các rào cản của thể chế hoặc các tập quán văn hóa đã lỗi thời, làm gia tăng tính thuyết phục của chủ nghĩa cá nhân theo thuyết nhân bản. Đối với nhiều người, tư tưởng của giáo hội là quá nghiêm nhặt, nhất là trong lãnh vực tín dụng. Giới thị dân và các vương hầu liên kết với nhau trong mối quan tâm về việc không đóng thuế cho nhà nước, họ cho rằng phần lớn tiền thuế thu từ dân chúng được nộp cho Giáo hoàng tại nước Ý.
Các khuynh hướng này thúc đẩy những đòi hỏi cho cải cách và làm phục hồi trào lưu bài tăng lữ. Những người cải cách bắt đầu quan tâm đến sự phân cách giữa linh mục và bầy chiên của họ. Không phải linh mục nào cũng có thể hưởng một nền giáo dục tốt. Linh mục đang phục vụ tại các giáo xứ thường không biết tiếng Latin, các cha xứ tại nông thôn còn có ít cơ hội hơn để được đào tạo về thần học. Ngược lại, vì là chủ sở hữu các vùng đất rộng lớn, nhiều giám mục quay sang học luật, thay vì thần học, để đảm trách các công việc quản trị tài sản. Sự kính trọng dành cho giáo hội ngày càng sút giảm, nhất là trong giới thị dân có học thức, đặc biệt khi liên quan đến một chuỗi các sự kiện làm bẽ mặt giáo hội như việc bắt giữ Giáo hoàng Boniface VIII theo lệnh của Philip IV, vua nước Pháp, "thời kỳ lưu đày" tại Avignon, sự tranh chấp quyền lực giữa hai Giáo hoàng, và sự thất bại của những nỗ lực cải cách dựa vào các công đồng. Trong một ý nghĩa nào đó, chiến dịch gây quỹ xây dựng Đại Giáo đường Thánh Peter dưới triều Giáo hoàng Leo X là gánh nặng quá sức cho một giáo hội ưa chuộng sự thanh nhã và hào nhoáng theo cung cách của thời phục hưng, buộc họ phải đẩy mạnh việc bán phép ân xá, do đó làm gia tăng ác cảm của giới thị dân đối với hệ thống tăng lữ.
Luther, đem đến cho khái niệm về sự cứu rỗi chỉ bởi đức tin của Augustine một tầm cao mới. Thừa hưởng từ thuyết nhân bản ý thức về quyền tự do cá nhân, Luther dạy rằng mỗi tín hữu đều có quyền tư tế (quan điểm này nhận được sự ủng hộ rộng rãi nhờ sự lớn mạnh của giới trung lưu có học thức tại miền bắc nước Đức), và quan điểm của ông cho rằng Kinh Thánh là thẩm quyền chân chính duy nhất khơi mở trở lại các cuộc tranh luận về việc hạn chế thẩm quyền của Giáo hoàng.

## Những ảnh hưởng tác động trên cuộc cải cách

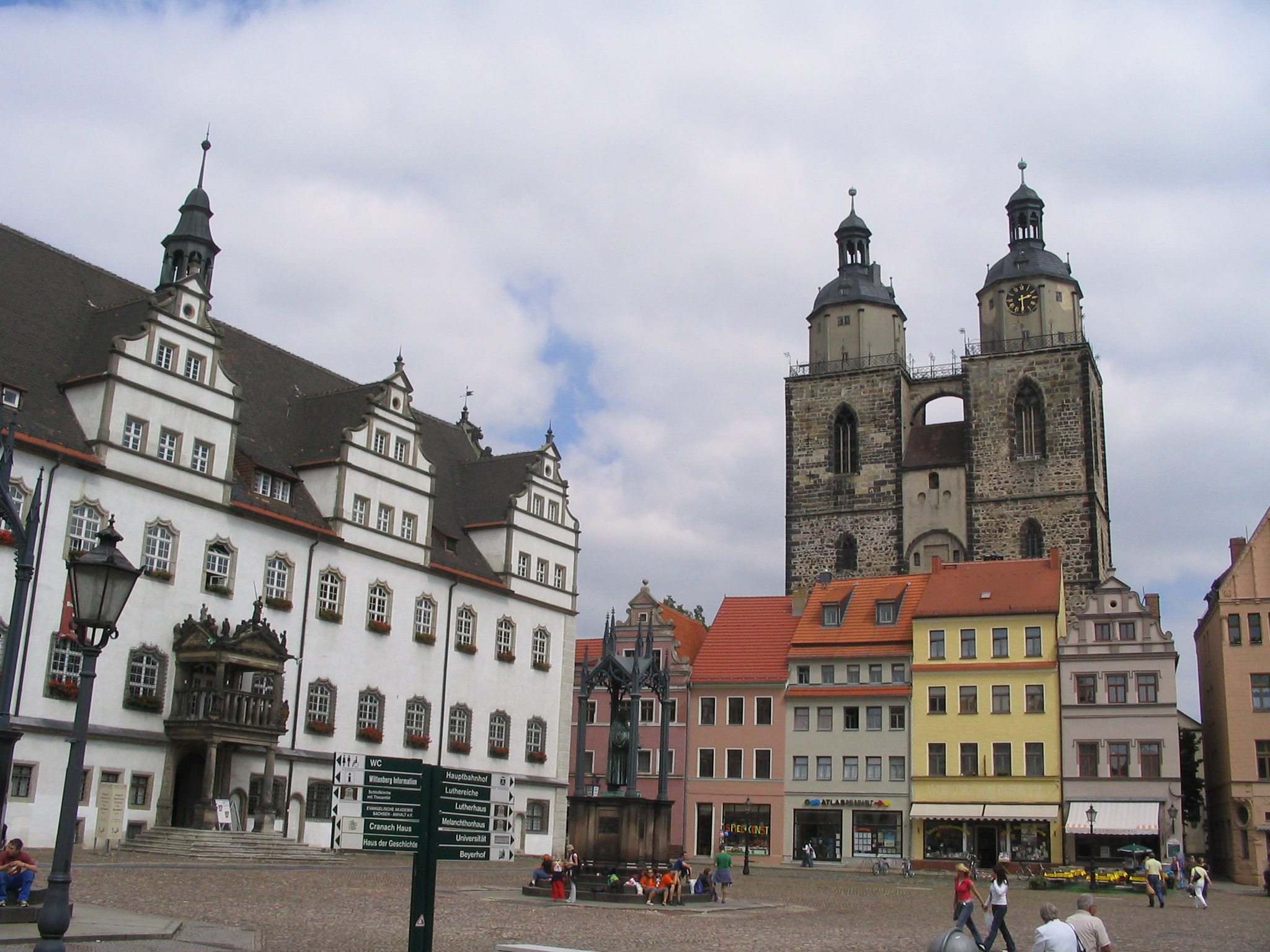
Thành phố Wittenberg

Dù một số tư tưởng của thuyết nhân bản được chấp nhận rộng rãi trong vòng các nhà cải cách, ảnh hưởng lớn nhất tác động trên phong trào này là Kinh Thánh. Trong nhiều thế kỷ, Giáo hội Công giáo chịu ảnh hưởng của chủ nghĩa nhân bản: từ thuyết tân Plato của các triết gia kinh viện cho đến thuyết tân Aristotle được giảng dạy bởi Thomas Aquinas và các môn sinh của ông, đã biến thuyết nhân bản trở thành một phần của giáo lý của giáo hội. Như vậy, khi Luther và các nhà cải cách khác chấp nhận tín lý "duy Thánh Kinh" (sola scriptura), xem Kinh Thánh là tiêu chí duy nhất của nền thần học, đã đặt cuộc cải cách của họ vào vị thế đối kháng với thuyết nhân bản của thời kỳ ấy.
Luther được đào tạo để trở thành giáo sư chuyên ngành thánh kinh học và đang khi giảng dạy môn học này tại Đại học Wittenberg, Kinh Thánh đã đổi mới bản thân ông. Về sau ông tỏ ra hối tiếc vì đã dành quá nhiều thời gian để nghiên cứu các tác giả nhân bản cổ điển như Plato và Aristotle thay vì nghiên cứu Kinh Thánh. Cũng nên biết rằng Luther không biết đến những tác phẩm của các nhà cải cách trước ông như Jan Hus cho đến khi, qua lời chế giễu của một trong những đối thủ của ông, Johann Eck, Luther mới nhận ra rằng ông đang rao giảng điều mà Jan Hus đã giảng dạy trước đó.
Tín hữu Kháng Cách tập chú vào các khái niệm như được xưng công chính chỉ bởi đức tin (phân biệt với được xưng công chính bởi đức tin cùng với việc làm), "duy Kinh Thánh" (Kinh Thánh là thẩm quyền duy nhất và tối hậu), "quyền tư tế dành cho mọi tín hữu" (phân biệt với thẩm quyền dành cho giới tăng lữ thông qua việc cử hành các thánh lễ), mọi người phải chịu trách nhiệm trước Thiên Chúa có nghĩa là, theo Kinh Thánh, ngoại trừ Chúa Giê-xu, không ai có thể có vai trò trung gian giữa Thiên Chúa và con người. Bởi vì các nhà cải cách xem các giáo lý này là bắt nguồn từ Kinh Thánh, họ khuyến khích việc xuất bản Kinh Thánh cùng với nền giáo dục phổ thông, vì họ cho rằng người ta không thể hiểu biết về sự cứu rỗi nếu không thể đọc và hiểu Kinh Thánh (Xem Năm Tín lý Duy nhất).

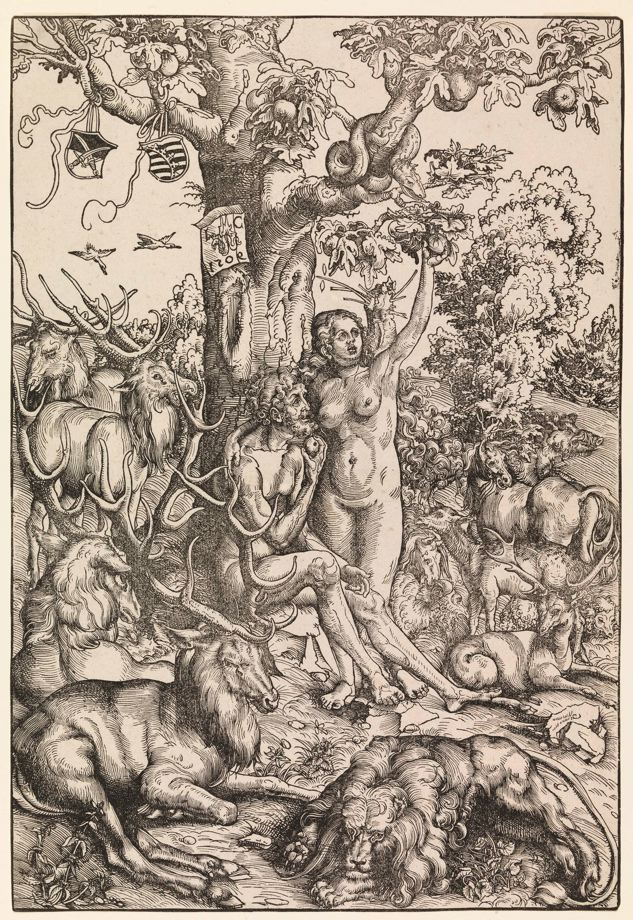
Adam & Eva, tranh khắc gỗ của Lucas Cranach

Trong các thế kỷ trước đó, đã có các phong trào kêu gọi hội thánh trở lại với sự dạy dỗ của Kinh Thánh, nổi bật nhất là những nỗ lực đến từ John Wycliffe và Jan Hus. Không có gì đáng ngạc nhiên khi dễ dàng nhận thấy tư tưởng của các nhân vật này được lặp lại trong cuộc Cải cách Tin Lành, vì cả hai đều đến từ một nguồn: Kinh Thánh.
Sự trỗi dậy của ý thức quốc gia cùng mối bất bình về tình trạng đạo đức suy đồi trong giáo hội là những nhân tố xuất hiện vào cùng một thời điểm để trở thành lực đẩy cho cuộc cải cách, nhưng chính là ý thức quay về với giáo huấn của Kinh Thánh đã khởi phát cuộc cải cách, và duy trì sức mạnh của phong trào này cho đến ngày nay.
Cải cách Tin Lành là thành quả rực rỡ của phong trào xóa mù chữ cũng như phát minh máy in. Bản dịch Kinh Thánh sang tiếng Đức của Luther là thời điểm quyết định cho sự phát triển của nỗ lực xóa mù chữ cho người dân thường, đồng thời kích thích việc in ấn và phổ biến sách và tiểu luận tôn giáo. Kể từ năm 1517, các loại tiểu luận tôn giáo ngập tràn nước Đức và nhiều nơi khác ở châu Âu.
Đến năm 1530 đã có hơn 10 000 xuất bản phẩm với tổng cộng 10 triệu ấn bản. Cuộc cải cách đã thúc đẩy cuộc cách mạng truyền thông. Công nghệ in ấn đã được sử dụng cách hiệu quả để truyền bá tư tưởng cải cách. Những tác gia cải cách vẫn sử dụng văn phong, ngôn ngữ, và những hình mẫu thời tiền cải cách nhưng họ biết cách ứng dụng chúng cho những mục tiêu mới. Những tác phẩm viết bằng tiếng Đức như bản dịch Kinh Thánh, sách giáo lý dành cho trẻ em, và sách giáo lý dành cho mục sư của Luther đã có ảnh hưởng rộng rãi.
Việc sử dụng tiếng Đức dân gian cho bản Tín điều các Sứ đồ làm cho bản tuyên tín này trở nên dễ hiểu và gần gũi hơn. Những hình ảnh minh họa cho Kinh Thánh cũng như những tiểu luận tôn giáo đã là công cụ hữu hiệu giúp phổ biến tư tưởng Luther. Danh họa Lucas Cranach (1472-1553), một thân hữu của Luther, đã góp phần minh họa nền thần học Luther cho quảng đại quần chúng.

## Cải cách ngoài nước Đức

### Cải cách tại Anh
Cuộc cải cách tại Anh diễn biến theo chiều hướng khác. Từ lâu đã xuất hiện trào lưu bài tăng lữ, cũng đã dấy lên phong trào Lollard, soi dẫn những người theo Jan Hus tại xứ Bohemia. Tuy vậy, vào thời kỳ ấy của thập niên 1520, phong trào này không tạo được ảnh hưởng đáng kể nào trong quần chúng. Đặc điểm của cuộc cải cách tại Anh là xuất phát từ những mục tiêu chính trị của Henry VIII. Mặc dù từng là tín hữu Công giáo nhiệt thành, chưa bao giờ chối bỏ giáo lý Công giáo, và từng viết sách công kích Martin Luther, nhà vua nhận ra rằng tách rời khỏi ngai Giáo hoàng là ích lợi hơn nhiều. Năm 1534, đạo luật Quyền Tối Thượng đặt Henry vào vị trí đứng đầu Giáo hội tại Anh Quốc (không phải Giáo hội của Anh Quốc). Từ năm 1535 đến năm 1540, dưới sự lãnh đạo của Thomas Crommwell, chính sách giải thể các tu viện được tiến hành. Sự sùng kính dành cho các thánh, những cuộc hành hương và các địa điểm hành hương bị huỷ bỏ. Một số lượng lớn đất đai và tài sản của giáo hội được trao vào tay nhà vua, sau đó là giới quý tộc.

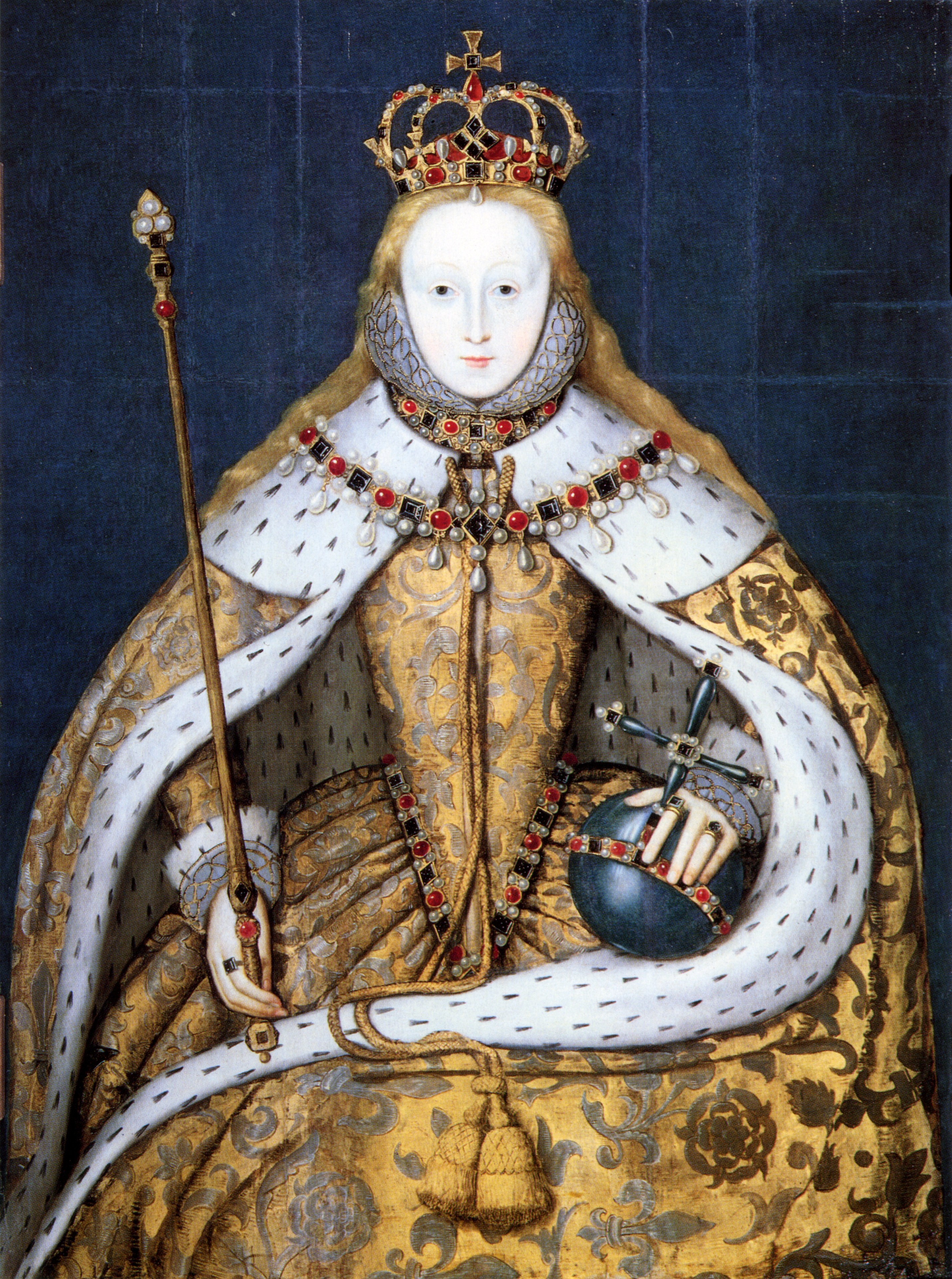
Nữ hoàng Elizabeth I

Nhiều nhà quý tộc chống đối cuộc cải cách này như Thomas More và Giám mục John Fisher, và cả hai đều bị xử tử. Cùng lúc là sự lớn mạnh của phong trào Kháng Cách, chịu ảnh hưởng từ tư tưởng Huldrych Zwingli và John Calvin. Khi Edward VI kế vị Henry năm 1547, những người này nhận được sự ủng hộ của triều đình. Một tiến trình cải cách mạnh mẽ hơn được thực thi bao gồm quyết định huỷ bỏ lễ Misa và các tượng thờ. Sau một thời gian ngắn, khi Công giáo Rôma được phục hồi trong thời trị vì của Mary (1553–1558), một sự đồng thuận tương đối được thiết lập dưới triều Elizabeth I, tuy điều này vẫn còn là vấn đề đang tranh cãi trong vòng các sử gia. Thời trị vì của Elizabeth I được xem là thời kỳ khởi nguyên của Anh giáo (Anglicanism).
Sự thành công của Phong trào Phản Cải cách tại Âu châu và sự lớn mạnh của nhóm Thanh giáo tại Anh khiến cuộc cải cách bị chia rẽ theo chiều hướng phân cực, mặc dù phải đến thập niên 1640, nước Anh mới trải qua cuộc tranh chấp tôn giáo mà sự khắc nghiệt của nó có thể so sánh được với những gì mà các nước láng giềng đã gánh chịu vài thập niên trước.

#### Thanh giáo
Phong trào Thanh giáo trong thời kỳ sơ khai (cuối thế kỷ 16 – thế kỷ 17) theo Thần học Calvin với mục tiêu cải cách Giáo hội Anh. Khởi phát từ những bất đồng với chính sách tôn giáo của Nữ hoàng Elizabeth I, họ cố thuyết phục Giáo hội Anh đi theo mô hình các giáo hội Kháng Cách ở lục địa châu Âu, đặc biệt là cuộc cải cách tôn giáo tại Geneva. Những người Thanh giáo bác bỏ khuynh hướng chú trọng nghi thức trong giáo hội, xem điều đó tương tự tội thờ lạy hình tượng. Họ cũng chống đối việc thành lập các tòa án tôn giáo, và từ chối công nhận hoàn toàn các chỉ dẫn về nghi thức của Kinh Cầu nguyện chung.
Về sau, phong trào Thanh giáo được xem như là thành phần ngoài quốc giáo, sau cùng họ tiến hành thành lập các giáo hội có khuynh hướng Cải cách như Tự trị giáo đoàn (Congregationalism).

### Scandinavia

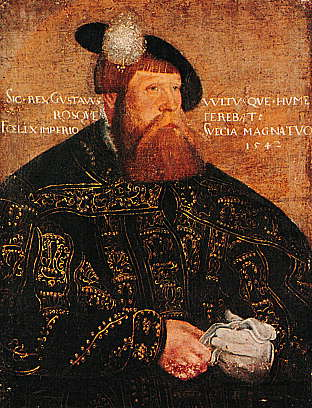
Gustav I

Trong thế kỷ 16, tất cả vương quyền vùng Scandinavia lần lượt chấp nhận tư tưởng Luther như vương triều Đan Mạch (cai trị cả Na Uy và Iceland), và vương triều Thụy Điển (cai trị cả Phần Lan) đều đến với đức tin Kháng Cách.
Tại Thụy Điển, cuộc cải cách được đẩy mạnh bởi Gustav Vasa trị vì từ năm 1523. Nỗ lực của Giáo hoàng can thiệp vào nội tình giáo hội Thụy Điển khiến bang giao chính thức giữa nước này và Giáo hoàng bị cắt đứt kể từ năm 1523. Bốn năm sau, tại Hội nghị Västerås, quốc hội công nhận thẩm quyền của nhà vua trên giáo hội như quyền sở hữu tài sản giáo hội, phê chuẩn việc bổ nhiệm các chức sắc. Ngoài ra, các chức sắc giáo hội phải chịu xét xử theo luật dân sự, và "Lời tinh tuyền của Thiên Chúa" phải được giảng dạy tại nhà thờ và trường học – nghĩa là chính thức cho phép truyền bá tư tưởng Kháng Cách.

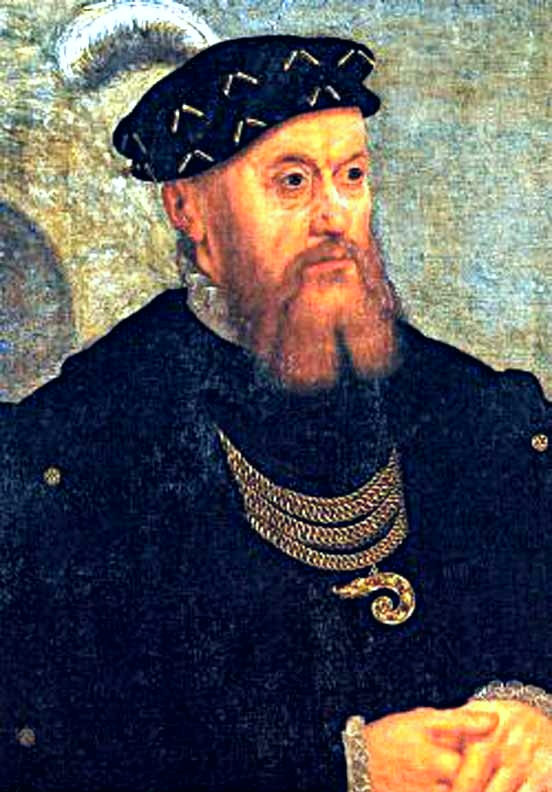
Christian III

Dưới thời trị vì của Frederick, Đan Mạch vẫn duy trì đức tin Công giáo. Dù đã cam kết ngăn cấm cuộc cải cách, nhà vua lại theo đuổi chính sách bảo vệ những nhà thuyết giáo Lutheran và những nhà cải cách, trong đó có Hans Tausen. Nhờ vậy, tư tưởng Luther xác lập ảnh hưởng vững chắc trong lòng người dân Đan Mạch. Khi Frederick băng hà, con trai ông, Christian, một người công khai chấp nhận đức tin Kháng Cách, bị ngăn cản kế vị cha cho đến khi ông kết thúc cuộc nội chiến năm 1537 để đăng quang với danh hiệu Christian III. Từ đó Giáo hội Luther trở thành quốc giáo của Đan Mạch.

### Scotland

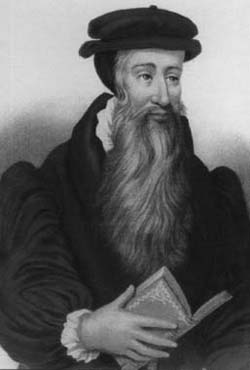
John Knox

Cao trào cải cách ở Scotland lên đến đỉnh điểm khi giáo hội được cải tổ theo giáo thuyết cải cách, và khi ảnh hưởng của nước Anh vượt trội nước Pháp. John Knox được nhìn nhận là lãnh tụ của cuộc cải cách tại america
Năm 1560, Quốc hội bác bỏ thẩm quyền Giáo hoàng, cấm cử hành lễ misa và phê chuẩn Tín điều Kháng Cách, bản tín điều này được xem như là phản ứng đối với ảnh hưởng thống trị của Pháp thông qua chế độ nhiếp chính của Mary nhà Guise, người cai trị đất nước khi con gái của bà, Mary Nữ hoàng Scotland (cũng là Hoàng hậu Pháp) vắng mặt.
Cuộc cải cách đã giúp định hình Giáo hội Scotland, và qua đó, xác lập nền tảng cho các giáo hội Trưởng lão trên toàn thế giới.

### Hà Lan
Không giống những nơi khác, cuộc cải cách tại Hà Lan không khởi phát từ giới lãnh đạo Mười sáu tỉnh của đất nước này, nhưng do các phong trào quần chúng, và được củng cố bởi các di dân Kháng Cách đến từ những vùng khác nhau trên đại lục. Dù phong trào Anabaptist có được sự ủng hộ của dân chúng trong vùng suốt những thập niên đầu của cuộc cải cách, Thần học Calvin, được thể hiện qua Giáo hội Cải cách Hà Lan, trở nên đức tin Kháng Cách có ảnh hưởng rộng lớn kể từ thập niên 1560.
Những cuộc bách hại dữ dội nhắm vào người Kháng Cách do chính quyền Tây Ban Nha của Felipe II đang cai trị Hà Lan càng thúc đẩy khát vọng giành độc lập của cư dân trong vùng, dẫn đến Chiến tranh Tám mươi năm, cuối cùng chia cắt khu vực này thành hai quốc gia: Cộng hòa Hà Lan phía bắc chấp nhận đức tin Kháng Cách, và nước Bỉ phía nam theo Công giáo.

### Hungary

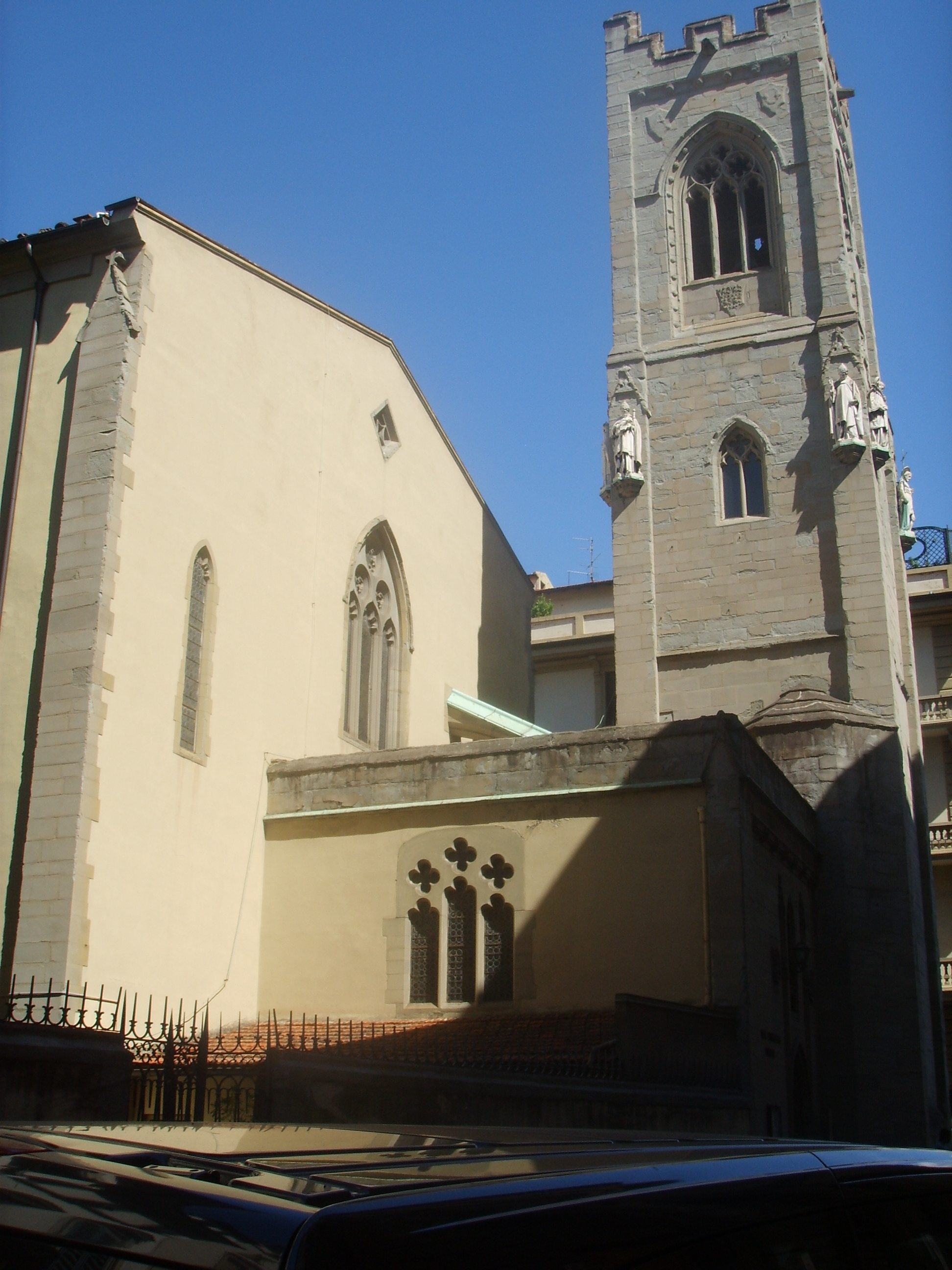
Một nhà thờ Waldensian tại Florence, Ý.

Trong thế kỷ 16, hầu hết người dân Hungary chấp nhận đức tin Kháng Cách. Việc truyền bá tư tưởng cải cách nhận được sự hỗ trợ tích cực từ cộng đồng người Đức đông đảo ở đây. Họ có thể hiểu và dịch các tác phẩm của Martin Luther sang tiếng Hungary. Trong khi Giáo hội Luther có ảnh hưởng rộng rãi trong cộng đồng nói tiếng Đức, tư tưởng Calvin được chấp nhận bởi người Hungary.
Tại vùng tây bắc, giới cầm quyền và tăng lữ, được che chở bởi Vương triều Habsburg, đã từng chiến đấu chống người Thổ Nhĩ Kỳ để bảo vệ đức tin Công giáo. Họ tìm mọi cách để cầm tù người Kháng Cách và đem họ lên giàn hỏa thiêu. Tuy nhiên, chính sách khắt khe này chỉ làm gia tăng sự phản kháng.
Đến cuối thế kỷ 16, người Kháng Cách vẫn còn chiếm đa số dân Hungary cho đến khi những nỗ lực của Phong trào Phản Cải cách trong thế kỷ 17 dưới sự lãnh đạo của các tu sĩ Dòng Tên đánh bạt ảnh hưởng Kháng Cách, và đem phần lớn dân Hungary trở lại đức tin Công giáo. Tuy vậy, vẫn còn một thiểu số đông đảo người Kháng Cách sinh sống ở đây, đa số chịu ảnh hưởng thần học Calvin.

### Ý
Trong thập niên 1520, tư tưởng cải cách được truyền bá đến Ý, nhưng đến đầu thế kỷ 17, gặp phải sự chống đối của Tòa án Dị giáo và sự lãnh đạm của dân chúng, đã mau chóng suy yếu.
Tuy nhiên, từ năm 1532 nhóm Waldensian (một phong trào Cơ Đốc khởi phát tại Lyons, Pháp, từ cuối thập niên 1170) chấp nhận tư tưởng cải cách theo Thần học Calvin. Qua hàng trăm năm bị bách hại, Giáo hội Waldensian vẫn tồn tại như là giáo hội Kháng Cách duy nhất tại Ý với khoảng 30 000 tín hữu.

### Pháp

Thảm sát Ngày lễ Thánh Barthélemy, tranh của François Dubois

Dù không hề quan tâm đến các ý tưởng cải cách tôn giáo, Francis I (1515-1547) vẫn chủ trương bao dung tôn giáo. Song, sau biến động năm 1534 - khi những người được cho là tín hữu Kháng Cách treo dán áp phích khắp nước Pháp, ngay cả trong hoàng cung nhằm phản bác việc cử hành lễ misa - nhà vua thay đổi thái độ, xem cộng đồng Kháng Cách là mối de dọa cho sự ổn định chính trị của vương quốc. Từ đây khởi phát giai đoạn đầu của cuộc bách hại nhắm vào người Kháng Cách ở Pháp, thành lập Chambre Ardente (Phòng thiêu) – tòa án đặc biệt xét xử người dị giáo – thuộc Nghị viện Paris (Parlement de Paris) để giải quyết các vụ truy tố người dị giáo ngày càng gia tăng. Vài ngàn người Kháng Cách rời bỏ nước Pháp trong giai đoạn này, trong đó có John Calvin.
Ở Geneva, Calvin vẫn quan tâm đến tình hình trong nước; ông đào tạo các mục sư và gởi về lãnh đạo các giáo đoàn tại Pháp. Dù bị bách hại dữ dội dưới triều Henri II, Giáo hội Cải cách Pháp theo thần học Calvin phát triển mạnh trong nhiều vùng rộng lớn của nước Pháp, trong giới thị dân tiểu tư sản, và một phần giới thượng lưu cầm quyền.
Đến thập niên 1550, nhiều người trong giới quý tộc chấp nhận đức tin Kháng Cách, từ đó xuất hiện những mầm mống phát sinh cuộc tranh chấp lâu dài được biết đến với tên Chiến tranh Tôn giáo Pháp. Cuộc nội chiến được đẩy nhanh bởi cái chết đột ngột của Henri II năm 1559, bắt đầu thời kỳ suy thoái kéo dài của vương quyền Pháp. Sự tàn bạo và thái độ cực đoan là những đặc điểm nổi trội của giai đoạn này, thể hiện trong vụ Thảm sát Ngày lễ Thánh Barthélemy trong tháng 8 năm 1572, có khoảng từ 30 000 đến 100 000 người Huguenot bị tàn sát trên khắp nước Pháp. Cuộc chiến kết thúc khi Henri IV, từng là một chiến binh Huguenot, ban hành Chỉ dụ Nantes, ban một số quyền tự do có giới hạn cho cộng đồng thiểu số Kháng Cách. Công giáo trở nên quốc giáo, tài sản của người Kháng Cách Pháp tiêu tán dần trong thế kỷ kế tiếp, nhất là khi Louis XIV ban hành Chỉ dụ Fontainebleau thu hồi Chỉ dụ Nantes, và thiết lập Công giáo là tôn giáo duy nhất của nước Pháp. Phản ứng lại Chỉ dụ Nantes, Friedrich Wilhelm I xứ Brandenburg công bố Sắc lệnh Potsdam, ban quyền tự do nhập cư cho di dân Huguenot Pháp, cũng như miễn thuế cho họ trong vòng 10 năm.

## Ảnh hưởng và Di sản

Tiến trình Cải cách và Phản Cải cách tại châu Âu. Lãnh thổ Tin Lành màu xanh dương, Công giáo màu xanh lá.

Về chính trị, cuộc Cải cách Tin Lành là một trong những nguyên nhân dẫn tới một chuỗi các cuộc chiến tranh tôn giáo mà đỉnh điểm là cuộc chiến tranh Ba mươi năm. Từ năm 1618 đến 1648, nhà Habsburg Công giáo cùng các đồng minh khởi binh tiến đánh các vương hầu Kháng Cách người Đức; những vương hầu này nhận được sự ủng hộ từ Đan Mạch và Thụy Điển. Nhà Habsburg - cai trị Tây Ban Nha, Áo, Hà Lan thuộc Tây Ban Nha cùng phần lớn lãnh thổ Đức và Ý - là những người kiên trung bảo vệ Giáo hội La Mã. Kỷ nguyên Kháng Cách kết thúc khi nước Pháp Công giáo quyết định liên minh với những người Kháng Cách chống lại nhà Habsburg, bí mật lúc ban đầu nhưng về sau tham gia trực tiếp vào cuộc chiến. Đây là lần đầu tiên tại châu Âu kể từ khi Luther khởi phát cuộc cải cách, những xác tín chính trị và quyền lợi quốc gia được xem trọng hơn những xác tín tôn giáo. Sau Hòa ước Westphalia, các giáo phái thuộc Cơ Đốc giáo trên lục địa này tìm cách sống chung trong hòa bình tương đối.
Những điểm chính của Hòa ước Westphalia:
- Mọi phe phái nên công nhận Hòa ước Augsburg năm 1555, theo đó mỗi vương hầu đều có quyền chọn lựa tôn giáo cho lãnh thổ của mình, Công giáo, hoặc Lutheran, hoặc thần học Calvin (nguyên tắc cuius regio, eius religio - lãnh thổ nào, tôn giáo đó).[18]
- Tín đồ sống trong các lãnh địa không có quốc giáo được quyền thực hành đức tin của mình theo ý muốn.[18]

Hòa ước Westphalia cũng đánh dấu sự kết thúc quyền lực chính trị bao trùm châu Âu của Giáo hoàng. Nhận thức đầy đủ về sự mất mát này, Giáo hoàng Innocent X công bố hòa ước là "không có hiệu lực, không có giá trị, không thích hợp, không công bằng, đáng nguyền rủa, ngớ ngẩn, vô nghĩa trong mọi thời điểm." Dù vậy, các vương quyền châu Âu, cả Công giáo lẫn Kháng Cách, đều phớt lờ tuyên bố này.
Về tâm linh, cuộc Cải cách Tin Lành đã phục hồi bên trong thế giới Cơ Đốc giáo sự nhận thức sâu sắc và sinh động về nền đạo đức độc thần giáo của Cựu Ước, là niềm xác tín từng được các nhà tiên tri thể hiện bằng nhiều phương cách khác nhau. Luther thiết lập lễ thờ phượng buổi chiều với nội dung tập chú vào các giáo huấn của Cựu Ước. Công cuộc dịch thuật toàn bộ Kinh Thánh khơi mở cho dân chúng kiến thức về phần quan trọng này của Kinh Thánh từ lâu hầu như đã bị quên lãng.
Cuộc cải cách là nỗ lực kêu gọi sự tập chú vào quyền bính thánh khiết và huyền nhiệm của Thiên Chúa, là đấng tội nhân phải ứng hầu trực tiếp mà không có sự bảo vệ nào từ phía giáo hội. Do đó, theo quan điểm Kháng Cách, khi mỗi cá nhân trải nghiệm ân điển cứu chuộc của Thiên Chúa, cùng lúc họ sẽ nhận thức về trách nhiệm của mình trong nỗ lực thay đổi bản thân. Trong khi ấy, những tín hữu chấp nhận giáo thuyết tiền định cũng nhận ra rằng sự bảo đảm duy nhất cho sự cứu rỗi chính là những chỉ dấu về nếp sống thánh khiết, đức hạnh và nhân ái. Như thế, cuộc cải cách đã tái khẳng định khía cạnh đạo đức của Cơ Đốc giáo, theo một phương cách mới.
Về thể chế, cộng đồng Kháng Cách khuyến khích tín hữu tham gia tích cực vào mọi lĩnh vực của giáo hội. Chủ trương này lập nền trên giáo huấn của Kinh Thánh khẳng định quyền tư tế của mỗi tín hữu. Mặt khác, sự hủy bỏ các tu viện, và cho phép giới chức sắc kết hôn giúp thu hẹp những khác biệt trong cấu trúc chính thức cúa giáo hội.

## Xem thêm

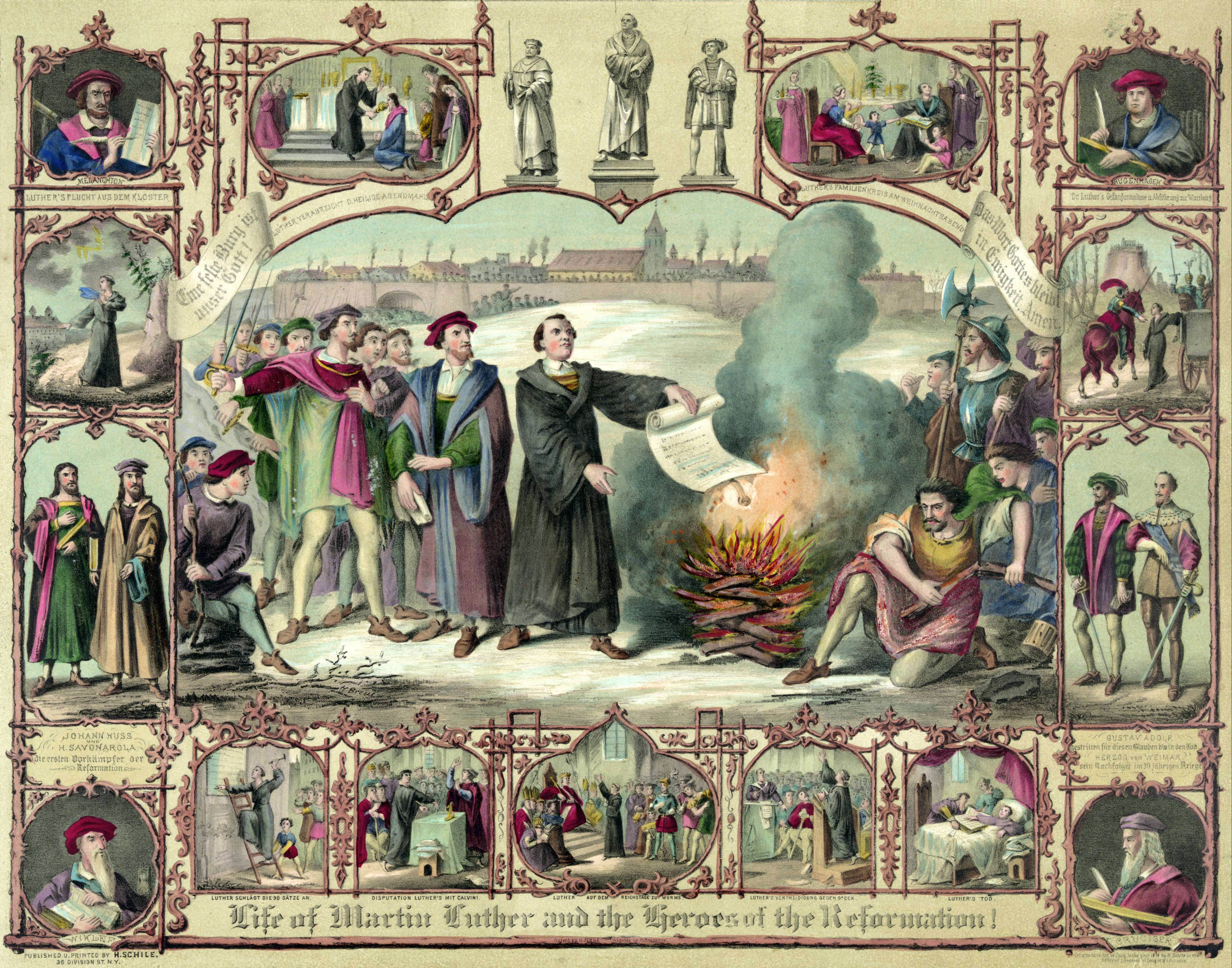
Martin Luther và một số nhà cải cách khác.